# هو شیائوتائو
هو شیائوتائو (انگلیسی: Hu Xiaotao؛ زادهٔ ۳۰ ژوئن ۱۹۸۱) بازیکن بسکتبال زن اهل چین بود. وی در بازی‌های المپیک تابستانی ۲۰۰۴ شرکت کرده‌است.